# Шилков, Анфилофий Петрович
Анфилофий Петрович Шилков (1 марта (14 марта 1917), д. Турушево, Ялуторовский уезд, Тобольская губерния — 15 марта 1990, Свердловск, РСФСР, СССР) — Герой Советского Союза, командир орудия 624-го стрелкового полка 137-й стрелковой дивизии 48-й армии Белорусского фронта, старший сержант.

## Биография
Родился (1) 14 марта 1917 года в селе Турушево Ялуторовского уезда Тобольской губернии (ныне — Исетский район Тюменской области) в крестьянской семье. Русский.
Окончил финансово-экономический техникум. Работал бухгалтером в городе Благовещенске Амурской области.

## Военная служба
В Красной Армии в 1938—1940 годах и с 1941 года (призван Тамбовским райвоенкоматом). Участник боёв с японскими милитаристами у озера Хасан в 1938 году. На фронте в Великую Отечественную войну с февраля 1942 года.

### Подвиг
Командир орудия 624-го стрелкового полка (137-я стрелковая дивизия, 48-я армия, Белорусский фронт) старший сержант Анфилофий Шилков в бою за деревню Доброгоща Жлобинского района Гомельской области Белоруссии 8 декабря 1943 года противотанковыми гранатами уничтожил прорвавшийся на батарею тяжёлый танк противника.
В критическую минуту боя старший сержант Шилков заменил раненого командира батареи и организовал круговую оборону. Возглавляемая Шилковым артиллерийская батарея, удерживала рубеж в течение трёх суток, уничтожив ещё два вражеских танка.
Указом Президиума Верховного Совета СССР от 16 мая 1944 года за образцовое выполнение боевых заданий командования на фронте борьбы с немецко-фашистскими захватчиками и проявленные при этом мужество и героизм старшему сержанту Шилкову Анфилофию Петровичу присвоено звание Героя Советского Союза с вручением ордена Ленина и медали «Золотая Звезда» (№ 3957).

## Послевоенная жизнь
После длительного лечения в госпиталях в 1949 году был демобилизован. Работал бухгалтером в городе Чимкент Казахской ССР. Затем жил в городе Свердловск.
Скончался 15 марта 1990 года, похоронен на Лесном кладбище Екатеринбурга.
Награждён орденом Ленина, орденами Отечественной войны 1-й степени (06.04.1985), Красной Звезды, Славы 3-й степени, медалями.

## Память
9 мая 2005 года в небольшом зале народного краеведческого музея в селе Исетское Тюменской области установлен бюст Героя Советского Союза А. П. Шилкова, выполненный из голубой глины Исетского района.